# Kate Emma Boundy
Kate Emma Boundy, née en 1865 à Exeter et morte le 7 août 1913 à Abergavenny, est une compositrice britannique.

## Biographie
Kate Emma Boundy compose de la musique religieuse comme son O Lord of Hearts.